# Aaron Sorkin
Aaron Benjamin Sorkin (* 9. června 1961, New York) je americký dramatik a filmový scenárista židovského původu. Autor scénářů k filmům Pár správných chlapů (1992), Soukromá válka pana Wilsona (2007), The Social Network (2010) či Steve Jobs (2015). Za scénář k filmu o zakladateli Facebooku Marku Zuckerbergovi The Social Network získal Oscara a Zlatý glóbus. Zlatý glóbus vyhrál i za Steve Jobse. Za scénář k filmu Moneyball (2011) byl na Oscara nominován. V televizi nejvíce uspěly jeho seriály Newsroom a Západní křídlo (5 cen Emmy). Vystudoval umění na Syracuse University.